# Сербо, Валерий Георгиевич
Валерий Георгиевич Сербо (род. 7 декабря 1939, Ургенч) — советский и российский физик-теоретик. Доктор физико-математических наук (1984), профессор физического факультета Новосибирского государственного университета (1986), заслуженный профессор Новосибирского государственного университета (2011), почётный профессор НГУ. Специалист в области физики высоких энергий и физики элементарных частиц. Предложил с соавторами идею фотон-фотонного коллайдера.
Автор и соавтор более 200 научных публикаций. Имеет более 4300 цитирований своих работ, опубликованных в реферируемых журналах. Индекс Хирша (2022 год) — 29.

## Биография
В. Г. Сербо родился 7 декабря 1939 года в Ургенче (Узбекская ССР) в семье служащих. В 1962 году окончил физический факультет Ленинградского государственного университета, а в 1965 году — аспирантуру того же вуза. С 1965 года работает в Новосибирском государственном университете, где прошёл путь от ассистента до профессора кафедры теоретической физики физического факультета (1985). В 1969 году защитил кандидатскую диссертацию. В 1970—1972 годах занимал должность заместителя декана физического факультета НГУ. Также работал по совместительству старшим научным сотрудником в лаборатории теоретической физики Института математики им. С. Л. Соболева СО РАН.
В. Г. Сербо читал курсы лекций по аналитической механике, квантовой механике, механике и теории относительности, а также спецкурсы по двухфотонным процессам и физике элементарных частиц в НГУ и лекции по физике в СУНЦ НГУ. Он работал приглашенным профессором в университетах Миннесоты, Лейпцига, Дрездена, Милана, Парижа, Гейдельберга, а также в Брукхейвенской национальной лаборатории и Стэнфордском центре линейного ускорителя.
В 1984 году защитил докторскую диссертацию.
Стал почётным профессором НГУ в 2011 году.

## Научный вклад
В. Г. Сербо внес значительный вклад в развитие физики высоких энергий. В его работах была предложена принципиально новая схема получения встречных фотонных пучков высокой энергии на основе будущих линейных электрон-позитронных коллайдеров. Эта схема в настоящее время включена во все проекты линейных ускорителей, разрабатываемых в США, Японии и Германии. Сербо участвует в разработке соответствующих проектов и предложений о будущих исследованиях на таких пучках.
Его последние работы посвящены учёту эффектов сильного электромагнитного поля в процессах на современных ускорителях со встречными пучками тяжёлых релятивистских ядер. Теоретические работы учёного тесно связаны с экспериментальными исследованиями.

## Общественная позиция
Высказал опасения из-за открытия кафедры теологии в МИФИ в 2012 году.